# Motown
Motown, ou Motown Records, est un label discographique américain, qui fait partie de Universal Music Group, basé à Los Angeles, en Californie. La Motown est créée le 12 janvier 1959 à Détroit, dans le Michigan par Berry Gordy. Le nom est la contraction de Motor Town, « la ville des moteurs », le surnom de Détroit qui était alors la capitale de la production automobile.
Motown a joué un rôle important dans l'intégration raciale de la musique populaire en tant que label appartenant à des Afro-Américains et ayant obtenu des succès diversifiés. Dans les années 1960, Motown et ses filiales (y compris Tamla Motown, la marque utilisée en dehors des États-Unis) sont à l'origine du Motown sound, un style de musique soul avec un attrait pour la pop grand public. Motown a été le label de musique soul le plus prospère, avec une valeur nette de 61 millions de dollars. Au cours des années 1960, Motown a enregistré 79 disques dans le top 10 du Billboard Hot 100 entre 1960 et 1969.
Motown passe la majeure partie des années 2000 à New York, au sein des filiales d'UMG Universal Motown et Universal Motown Republic Group. De 2011 à 2014, elle fait partie de la division Island Def Jam Music Group d'Universal Music. En 2014, cependant, UMG annonce la dissolution d'Island Def Jam, et Motown se réinstalle à Los Angeles pour opérer sous l'égide de Capitol Music Group, qui opère désormais depuis la Capitol Tower. En 2018, Motown est intronisée au Rhythm and Blues Music Hall of Fame lors d'une cérémonie qui s'est déroulée au Charles H. Wright Museum.

## Histoire

### Débuts et années 1970
La Motown est fondée le 12 janvier 1959. En lançant sa maison de disques, Berry Gordy avait pour objectif de séduire à la fois le public noir et le grand public blanc avec des chansons de soul et de rhythm and blues (ou RnB) plus accessibles que la production de labels concurrents tel que Stax. Il organisa sa société en une véritable « usine à tubes » dans laquelle rien n'était laissé au hasard : il s'entoura des meilleurs compositeurs, des interprètes les plus prometteurs et apporta un soin particulier à la production. Détroit sera d'ailleurs surnommé Hitsville U.S.A. (« la ville des succès, aux États-Unis ») en référence au succès de Motown.
Berry Gordy a pu créer sa maison de disques grâce à un emprunt de 800 $ contracté auprès de sa famille. Elle s'appelait d'abord Gordy, puis Tamla, avant d'être rebaptisée Motown en 1960. Initialement, Gordy voulait prendre le nom de « Tammy », inspiré par une chanson à succès de Debbie Reynolds dans le film Tammy and the Bachelor mais ce nom ayant déjà été utilisé, il finit par choisir « Tamla ».
En 1959, le premier tube, sorti sous le label Tamla, est Money (That's What I Want) de Barrett Strong. Parmi les artistes qui ont marqué Motown, on peut citer, parmi les interprètes, Michael Jackson and The Jackson Five, Diana Ross et The Supremes, The Four Tops, Martha and the Vandellas, Smokey Robinson, Gladys Knight, Marvin Gaye, Stevie Wonder, The Pointer Sisters, Edwin Starr et The Temptations. Dans la catégorie des auteurs-compositeurs, on notera, entre autres, Berry Gordy lui-même, Smokey Robinson, Holland-Dozier-Holland, Deke Richards, Norman Whitfield et Barrett Strong, Nickolas Ashford et Valerie Simpson.
De 1959 à 1972, le groupe de musiciens de studio The Funk Brothers enregistra la majeure partie des disques de la firme et participa à façonner le « son Motown » : une musique soul mâtinée de pop, un chant et des claquements de mains inspirés du gospel. En 2003, le documentaire Standing In The Shadows Of Motown (devenu en français La Véritable Histoire de Motown) rend hommage à ces artisans de l'ombre.
En 1971, Motown déménage à Los Angeles et des artistes importants tels que Stevie Wonder ou Marvin Gaye deviennent indépendants artistiquement, bien que toujours distribués par Motown. À cette époque d'autres valeurs montantes arrivent comme The Jackson Five et Michael Jackson pour la première partie de sa carrière solo, ou Lionel Richie avec ou sans The Commodores. La plupart des grands artistes de la Motown veulent, à un moment ou à un autre, quitter le label car les contrats proposés par Berry Gordy étaient très peu avantageux. Le taux de redevances proposé aux artistes était extrêmement bas et la Motown leur impose des contraintes strictes d'exclusivité. Ainsi, les noms « The Supremes » et « Jackson 5 » restent propriétés de la Motown après le départ des artistes qui durent se trouver un nouveau nom de groupe.

### Années 1980–2000
En 1983, la Motown convainc de nombreux artistes partis faire des affaires ailleurs (Michael Jackson and The Jackson Five, avec Jermaine, resté à Motown, Diana Ross, Marvin Gaye) de revenir pour réaliser un concert évènement pour les 25 ans du label. Michael Jackson y présente pour la première fois son « moonwalk ». Après l'émission, plusieurs artistes retravailleront avec Berry Gordy. Le son Motown a fortement influencé de nombreux groupes, dont les Beatles qui reprendront plusieurs chansons produites par la firme, comme Please Mr. Postman, Money (That's What I Want) ou You've Really Got a Hold on Me.

### Dernières années de Motown (1999–2005)
En 1998, Motown ajoute des stars telles que 702, Brian McKnight et Erykah Badu à sa liste. En décembre 1998, PolyGram est racheté par Seagram, et Motown est absorbé par Universal Music Group. Seagram avait racheté l'ancienne société mère de Motown, MCA, en 1995, et Motown se retrouve avec une grande partie de ses frères et sœurs de MCA (Seagram espérait construire un empire médiatique autour d'Universal et commence par racheter PolyGram). Universal envisage brièvement de fermer le label, mais décide plutôt de le restructurer. Kedar Massenburg, producteur d'Erykah Badu, devient le directeur du label et supervise les enregistrements à succès de Badu, McKnight, Michael McDonald et de la nouvelle artiste Motown India.Arie.
Diana Ross, Smokey Robinson, Stevie Wonder et The Temptations sont restés sur le label depuis ses débuts, bien que tous, à l'exception de Wonder, aient enregistré pour d'autres labels pendant plusieurs années. Ross quitte Motown pour RCA Records de 1981 à 1988, mais est revenue en 1989 et est restée jusqu'en 2002, tandis que Robinson quitte Motown en 1991 (bien qu'il soit revenu pour sortir un album de plus pour le label en 1999). The Temptations quittent le label en 1977 pour Atlantic Records, mais reviennent en 1980 et quittent finalement à nouveau le label en 2004. Wonder quittera finalement le label en 2020.

### Universal Motown Records (2005–2011)

Ancien logo dans les années 2000.

En 2005, Massenburg est remplacé par Sylvia Rhone, ancienne PDG d'Elektra Records. La Motown fusionne avec Universal Records pour créer Universal Motown Records, et est placée sous la nouvelle division Universal Motown Republic Group. Parmi les artistes notables d'Universal Motown figurent Drake Bell, Ryan Leslie, Melanie Fiona, Kelly Rowland, Forever the Sickest Kids, The Veer Union et Four Year Strong. La Motown fête son 50e anniversaire le 12 janvier 2009 et le célèbre à Détroit le 20 novembre 2009, lors d'un gala à cravate noire intitulé Live It Again! L'événement était animé par Sinbad et réunissait Stevie Wonder, Smokey Robinson, The Temptations, Aretha Franklin et Kid Rock,.

### Relance (depuis 2011)
À la mi-2011, Universal Motown est redevenue la marque Motown après avoir été séparée du groupe Universal Motown Republic, engage Ethiopia Habtemariam en tant que premier vice-président et opère sous Island Def Jam Music Group,. Les artistes d'Universal Motown sont transférés sur le label Motown nouvellement revitalisé. Le 25 janvier 2012, il est annoncé que Ne-Yo rejoindrait le label Motown à la fois en tant qu'artiste et en tant que nouveau vice-président senior A&R,. Le 1er avril 2014, il est annoncé qu'Island Def Jam ne serait plus dirigé à la suite de la démission du PDG Barry Weiss. Un communiqué de presse envoyé par Universal Music Group annonce que le label réorganiserait désormais Def Jam Recordings, Island Records et Motown Records en tant qu'entités distinctes. Motown commencerait alors à servir de filiale de Capitol Records. Fin 2018, Motown commence à célébrer son 60e anniversaire en rééditant de nombreux albums de son catalogue.
Motown UK est lancée en septembre 2020 sous la division EMI Records (anciennement Virgin EMI Records) d'Universal UK. En 2021, Motown se sépare de Capitol Music Group pour redevenir un label autonome. Le 29 novembre 2022, Ethiopia Habtemariam annonce qu'elle quitte son poste de présidente-directrice générale de Motown. En 2023, le label signe de nombreux groupes et artistes tels que City Girls, Diddy, Migos, Lil Baby, Lil Yachty, Smino, Vince Staples, YoungBoy Never Broke Again, et plusieurs autres artistes dans le genre hip-hop et RnB.
En 2024, Motown devient une filiale de Republic Corps.

## Sous-labels
- Gordy : label qui a notamment signé The Temptations, The Undisputed Truth, Martha Reeves and the Vandellas, Leon Ware
- Mel-o-dy : a notamment signé The Vels; The Pirates
- Miracle : a notamment signé The Temptations
- Motown : a notamment signé Mary Wells, The Four Tops, David Ruffin, The Pointer Sisters, Nikka Costa, Diana Ross and the Supremes, The Jackson Five, Michael Jackson, Jermaine Jackson, Jackie Jackson.
- Mo-West : a notamment signé Syreeta Wright
- Soul (label) : a notamment signé Jr. Walker, Gladys Knight and The Pips, Jimmy Ruffin, Edwin Starr
- Tamla : a notamment signé Marvin Gaye, Eddie Kendricks, Stevie Wonder, Smokey Robinson and the Miracles, The Marvelettes.
- V.I.P. :  a notamment signé The Andantes, The Velvelettes

Dans plusieurs pays d'Europe, les artistes de l'« écurie » Motown, sous contrat avec divers labels (Tamla, Motown, Gordy, Soul) ont été distribués, dans les années 1970, sous un label unique intitulé Tamla Motown. Toutefois, le groupe blanc Rare Earth y a été distribué sous son label d'origine (Rare Earth).

### Motown France
Motown France est fondé en 2007 et actif jusqu'en 2014. Il distribuait des groupes et artistes comme : Hocus Pocus, Corneille, Ben l'Oncle Soul, Vitaa, Dan Kamit, Milk Coffee and Sugar, Gaël Faye, Ayọ, Manu Larrouy.

### MoJazz
MoJazz est une ancienne filiale du label américain Motown, spécialisée dans le jazz-funk et le smooth jazz. Elle est créée en 1992 sous l'impulsion de Steve McKeever, connu également comme collaborateur chez Motown et surtout comme le fondateur du label neo soul de référence Hidden Beach. Non content d'avoir compté de grands noms comme Grover Washington, Jr., Lionel Hampton ou Norman Connors, MoJazz a également lancé la carrière du guitariste Norman Brown ou accompagné les premiers pas musicaux du basketteur reconverti bassiste Wayman Tisdale. MoJazz est également l'insigne qui a réédité le catalogue du label Kudu (filiale de CTI Records). Même si MoJazz n'existe plus aujourd'hui, en 2008, le label Verve Records s'est mis à rééditer les albums classiques qui façonnèrent le son MoJazz dans le cadre de sa collection Verve Originals. On y trouve notamment Inner City Blues de Grover Washington, Jr. (album paru chez Kudu à l'origine) et Just Between Us de Norman Brown.
MoJazz était également connu pour les deux volumes de sa compilation A MoJazz Christmas, où les artistes du label délivraient leurs propres versions de célèbres chants de Noël.

### Filmographie
- Motown : La Véritable Histoire (Standing in the shadows of Motown), film documentaire de Paul Justman, États-Unis, 2003, 105 min.